# Chiesa della Visitazione della Beata Vergine Maria (Mirandola)
La chiesa della Visitazione della Beata Vergine Maria è la parrocchiale di Tramuschio, frazione di Mirandola, in provincia di Modena. Appartiene alla zona pastorale 8 della diocesi di Carpi e risale al XIV secolo.

## Storia

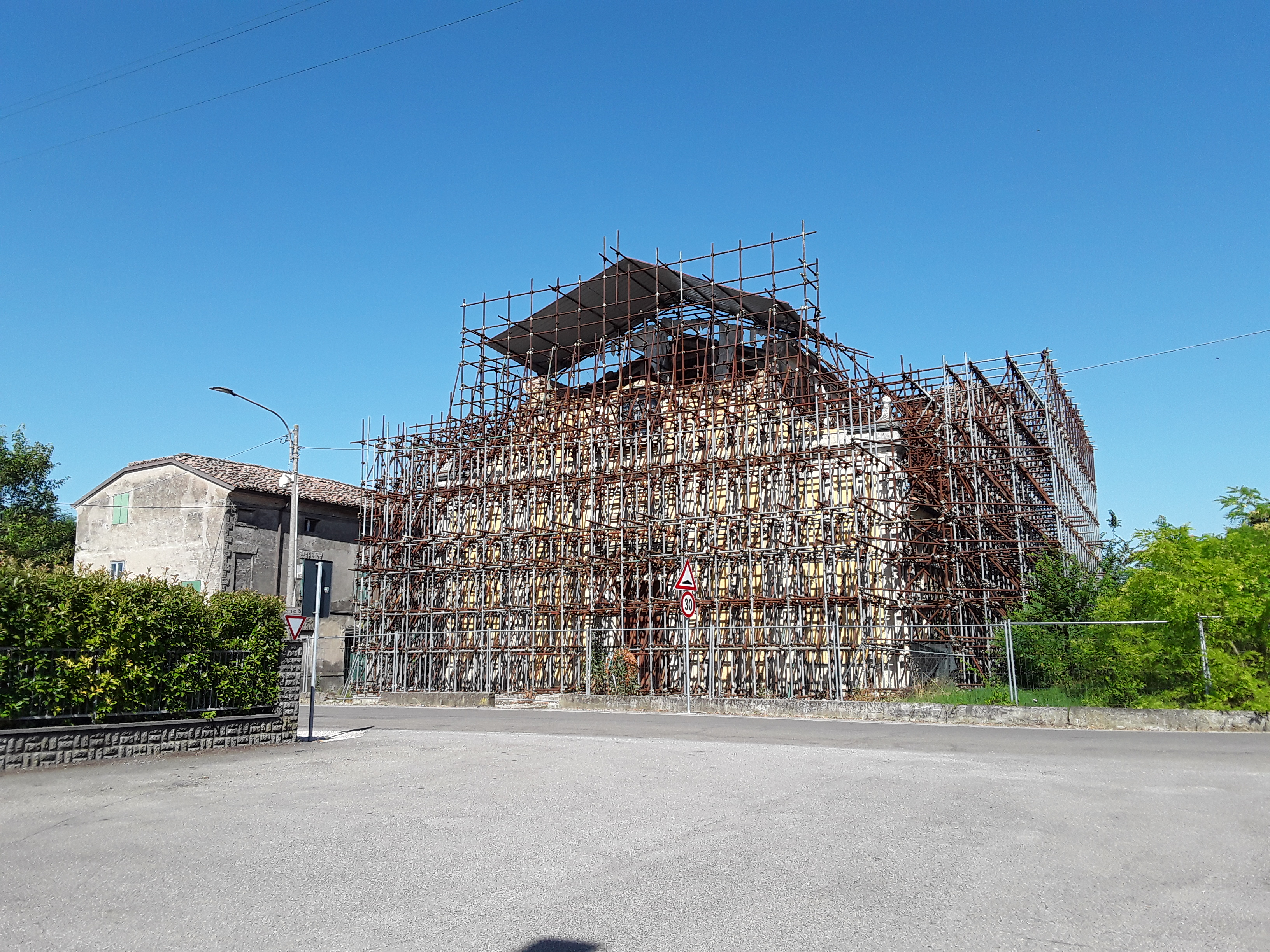
La chiesa di Tramuschio nel 2019

La parrocchia risale almeno al XIV secolo e in origine era situata ad est della Strada statale 12 dell'Abetone e del Brennero, vicino all'antico ospizio di Sant'Antonio Abate che accoglieva malati e pellegrini. La chiesa venne riedificata nel XVI secolo nel luogo in cui si trova adesso e ricostruita nel 1616 con ampliamenti.
Nel 1616 gli abitanti di Tramuschio demolirono l'antica chiesa di Sant'Antonio (costruita del XVI secolo in sostituzione di una chiesa più antica), che veniva spesso allagata in quanto si trovava in una depressione del terreno (chiamata Chiavica o Pinzone); sulle rovine dell'edificio venne poi edificata l'attuale chiesa della Visitazione della Beata Vergine Maria, poi riedificata alla fine del XIX secolo.
Nel 1821 la chiesa, che dipendeva dalla Pieve di Quarantoli, passò dalla diocesi di Reggio Emilia a quella di Carpi e nel 1830-1840 venne ristrutturata. Nel 1832 e 1872 la chiesa venne sommersa ad altezza d'uomo dalle alluvioni del Po. Successivi restauri vennero eseguiti nel 1933 e nel 1978.
La chiesa è stata gravemente danneggiata dal terremoto dell'Emilia del 2012, essendo crollati il timpano della facciata ed alcune volte del soffitto. Nel febbraio 2020 è stato presentato il progetto di restauro, per un costo complessivo di 886.000 euro, oltre ai 500.000 euro necessari per il rifacimento della canonica. È stata riaperta al culto con una solenne celebrazione presieduta dal Vescovo di Carpi Erio Castellucci il 21 luglio 2024.

## Descrizione
La chiesa di Tramuschio si presenta a tre navate ed è dedicata alla Visitazione della Beata Vergine Maria. L'altare di marmo è del 1883, anche se sul retro vi è la data del 1515 (anno di erezione della prima chiesa) e accanto vi sono i segni del livello dell'acqua raggiunto nelle inondazioni del fiume Po nel 1832 e 1872, che arrivano ad altezza d'uomo. Nella nicchia del coro è esposto un dipinto incorniciato della Visitazione (XVIII secolo). Sul pavimento della navata laterale è collocato un organo del 1896 di Antonio e Giosuè Battani e un confessionale in legno intagliato del XVI secolo. Le vetrate artistiche, realizzate a Verona nel 1978, raffigurano san Luigi Gonzaga, sant'Antonio abate, sant'Agnese e san Massimiliano Maria Kolbe, mentre il vetro del rosone rappresenta il volto della Madonna di fronte a quello di santa Elisabetta. Il piccolo campanile in stile tardo romanico è simile a quello della Pieve di Quarantoli, con le bifore nella cella campanaria.